# 에른마스
에른마스(아일랜드어: Ernmas)는 아일랜드 신화에 등장하는 대지모신이다. 《에린 침략의 서》에서 언급되기를 투어허 데 다넌의 일원이라고 한다. 그녀는 에리우, 반바, 포들라 3자매 여신을 낳았으며, 또한 전쟁의 3자매 여신인 바이브, 마하, 모리안(아난이라고도 한다)을 낳았다고 한다. 그리고 3형제 신인 클론, 그님, 코스카르를 낳았다. 그 외에도 피어허와 올롬이라는 아들을 낳았다. 에른마스는 모이 투라 1차 전투 때 살해당했다.